# Szocialista Magyarországért érdemrend

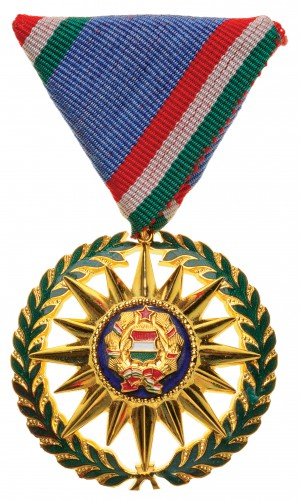
Szocialista Magyarországért érdemrend

A Szocialista Magyarországért érdemrend a Magyar Népköztársaság egyik magasabb állami kitüntetése volt.
A kitüntetést 1976-ban alapította az Elnöki Tanács.

## Méretei
Magassága: 8,5 cm, szélessége: 4,5 cm.
Kis jelvénypánt szalaggal: hossza 4 cm, vastagsága pedig 1,5 cm.
A kitüntetési rendszer, amelynek keretében ezt az elismerést osztották, a kommunista rezsim bukása (1990) után megszűnt. Viselését a Magyar Köztársaság kitüntetéseiről szóló 1991. évi XXXI. törvény 1991. augusztus 1-jei hatállyal megtiltotta.  Archiválva 2014. augusztus 25-i dátummal a Wayback Machine-ben (Egyébként olyan önkényuralmi jelképet is tartalmaznak, amelyek Magyarországon nem viselhetők.)
Az adományozott darabszám: 1965 volt.

## Néhány ismert birtokosa
- Aranyossi Magda író, újságíró, szerkesztő. (1976)[1]
- Bakondy György az Országos Védelmi Bizottság párttitkára[2]
- Bencsik István főispán, országgyűlési képviselő, államtitkár, egyetemi tanár, rektor (1980)[3]
- Béki Ernő történész, politikus, az Ideiglenes Nemzetgyűlés és az Országgyűlés képviselője (1967)[4]
- Gáspár Margit író, műfordító, a Fővárosi Operettszínház igazgatója (1980)[5]
- Hoós János közgazdász, statisztikus. (1983)[6]
- Király István irodalomtörténész, egyetemi tanár. (1981)[7]
- Nemecz Ernő állami díjas magyar geokémikus, mineralógus, krisztallográfus, egyetemi tanár, a földtudományok doktora, a Magyar Tudományos Akadémia rendes tagja.
- Nemeskürty István író, irodalomtörténész (1985)[8]
- Radnót Magda állami díjas magyar orvos, szemész, patológus, endokrinológus, egyetemi tanár, az orvostudományok doktora, a Magyar Tudományos Akadémia rendes tagja. A magyarországi szemészeti patológia egyik legnagyobb hatású alakja, intézményszervező egyénisége volt.[forrás?]
- Schmitt Pál a Magyar Olimpiai Bizottság elnöke, több évtizedes szocialista sportvezetői munkájáért és nemzetközi érdeklődést kiváltott tudományos munkásságáért
- Szabó Iván szobrász (1981)[9]
- Takáts Gyula Kossuth-díjas költő, író, műfordító, múzeumigazgató (1981)[10]
- Tarlós István tanácstag, Budapest III. kerületi tanács városfejlesztési bizottságában kifejtett munkásságáért
- Zoltán Imre orvos, nőgyógyász, a Budapesti Orvostudományi Egyetem rektora, a Semmelweis név felvételének javaslója. (1979)[11]
- Bohunka Gyula vezérőrnagy, MN tüzérfőnök, MN kiképzési főfelügyelő-helyettes (1979)